# Placostylus
Placostylus is een geslacht van weekdieren uit de klasse van de Gastropoda (slakken).

## Soorten
- Placostylus ambagiosus Suter, 1906
- Placostylus bollonsi Suter, 1908
- Placostylus fibratus (Martyn, 1784)
- Placostylus hongii Lesson, 1830